# Heteronychia violovitshi
Heteronychia violovitshi är en tvåvingeart som beskrevs av Boris Borisovitsch Rohdendorf och Yu. G. Verves 1979. Heteronychia violovitshi ingår i släktet Heteronychia och familjen köttflugor. Inga underarter finns listade i Catalogue of Life.